# Murtosaari (ö i Norra Karelen, Mellersta Karelen, lat 61,97, long 30,00)
Murtosaari är en ö i Finland. Den ligger i sjön Pyhäjärvi och i kommunen Kides i den ekonomiska regionen  Mellersta Karelens ekonomiska region  och landskapet Norra Karelen, i den sydöstra delen av landet, 300 km nordost om huvudstaden Helsingfors. Öns area är 9,7 hektar och dess största längd är 0,6 kilometer i sydöst-nordvästlig riktning.